# Blažen muž
"Blažen muž" (církevně slovansky Блажен муж, česky přeloženo jako "Požehnán (je) člověk") je soubor veršů ze Žalmů č. 1, 2 a 3 převzatých z byzantské (pravoslavné a řeckokatolické) tradice nešpor.
Stejně jako mnoho žalmů a hymnů také „Blažen Muž“ přitahoval pozornost skladatelů. Alexandr Kastalskij produkoval hudební nastavení pro v katedrále Zesnutí přesvaté Bohorodice v Moskvě.

## Text hymnu
Níže uvedená verze je ta, kterou nastavil Sergej Rachmaninov ve svém Celonočním bdění.
| Originál (ruský text)                                                     | přepis                                                                     | český překlad (Bible kralická)                                           |
| ------------------------------------------------------------------------- | -------------------------------------------------------------------------- | ------------------------------------------------------------------------ |
| Блажен муж, иже не иде на совет нечестивых.                               | Blažen muž, iže ně idě na sovět něčestivych.                               | Blahoslavený ten muž, kterýž nechodí po radě bezbožných.                 |
| Аллилуиа, аллилуиа, аллилуиа.                                             | Allilujia, allilujia, allilujia.                                           | Aleluja, aleluja, aleluja.                                               |
| Яко весть Господь путь праведных, и путь нечестивых погибнет.             | Jako věsť Gospod' puť pravědnych, i puť něčestivych pogibnět.              | Neboť zná Hospodin cestu spravedlivých, ale cesta bezbožných zahyne.     |
| Аллилуиа, аллилуиа, аллилуиа.                                             | Allilujia, allilujia, allilujia.                                           | Aleluja, aleluja, aleluja.                                               |
| Работайте Господеви со страхом и радуйтеся Ему с трепетом.                | Rabotajtě Gospoděvi so strachom i radujtěsja Jemu s trepetom.              | Služte Hospodinu s bázní a radujte se v Něm s chvěním.                   |
| Аллилуиа, аллилуиа, аллилуиа.                                             | Allilujia, allilujia, allilujia.                                           | Aleluja, aleluja, aleluja.                                               |
| Блажени вси надеющиися Нань.                                              | Blaženi vsi nadějuščijisja Naň.                                            | Blahoslavení jsou všickni, kteříž doufají v něho.                        |
| Аллилуиа, аллилуиа, аллилуиа.                                             | Allilujia, allilujia, allilujia.                                           | Aleluja, aleluja, aleluja.                                               |
| Воскресни, Господи, спаси мя, Боже мой.                                   | Voskresni, Gospodi, spasi mja, Bože moj.                                   | Povstaniž, Hospodine, zachovej mne, Bože můj!                            |
| Аллилуиа, аллилуиа, аллилуиа.                                             | Allilujia, allilujia, allilujia.                                           | Aleluja, aleluja, aleluja.                                               |
| Господне есть спасение и на людех Твоих благословение Твое.               | Gospodně jesť spasěnie i na ljuděch Tvojich blagoslověnie Tvoje.           | Tvéť, ó Hospodine, jest spasení, a nad lidem tvým požehnání tvé.         |
| Аллилуиа, аллилуиа, аллилуиа.                                             | Allilujia, allilujia, allilujia.                                           | Aleluja, aleluja, aleluja.                                               |
| Слава Отцу и Сыну и Святому Духу, и ныне и присно и во веки веков. Аминь. | Sláva Otcu i Synu i Svjatomu Duchu, i nyně i prisno i vo věki věkov. Amiň. | Sláva Otci i Synu i Svatému Duchu, nyní i vždycky až na věky věků. Amen. |
| Аллилуиа, аллилуиа, аллилуиа. Слава Тебе, Боже.                           | Allilujia, allilujia, allilujia. Sláva Těbje, Bože.                        | Aleluja, aleluja, aleluja. Sláva Tobě, Bože!                             |
| Аллилуиа, аллилуиа, аллилуиа. Слава Тебе, Боже.                           | Allilujia, allilujia, allilujia. Sláva Těbje, Bože.                        | Aleluja, aleluja, aleluja. Sláva Tobě, Bože!                             |
| Аллилуиа, аллилуиа, аллилуиа. Слава Тебе, Боже.                           | Allilujia, allilujia, allilujia. Sláva Těbje, Bože.                        | Aleluja, aleluja, aleluja. Sláva Tobě, Bože!                             |